# Чжу И (фигуристка)
Беверли Чжу, или Чжу И (англ. Beverly Zhu, кит. упр. 朱易, пиньинь Zhū Yì; род. 19 сентября 2002, Лос-Анджелес, США), — китайская, ранее американская фигуристка, выступающая в одиночном катании. Участница Олимпийских игр (2022).

## Карьера
Беверли Чжу родилась 19 сентября 2002 года в Лос-Анджелесе, в семье профессора Калифорнийского университета Чжу Сунчуня и Цуй Цзе, иммигрировавших в США из Китая по работе. У неё есть сестра Стефани. Вне льда занимается рисованием и играет на фортепиано.
Китайское личное имя фигуристки, И (易), было выбрано её отцом в честь наиболее раннего из китайских философских текстов «И цзин» (易经).
Впервые встала на коньки в семь лет. В пред-юниорских возрастных категориях участвовала в отборочных турнирах к чемпионатам США, но останавливалась на предварительных стадиях. В 2018 году она успешно прошла квалификацию на чемпионат, на котором уверенно выиграла золото в разряде новичков (англ. Novice). При этом, в короткой и произвольной программах Беверли исполнила риттбергер, сальхов, каскад флип—тулуп в три оборота, а также двойной аксель.
После победы на национальном первенстве, к Чжу проявила интерес Федерация фигурного катания Китая, которая запустила программу «Утренняя дорога», целью которой является привлечение сильных спортсменов китайского происхождения из-за рубежа для участия в пекинской Олимпиаде. Фигуристка получила гражданство Китая и присоединилась к тренировочной группе под руководством олимпийской медалистки Чэнь Лу. Дебютный для себя чемпионат Китая в декабре 2018 года она завершила на четвёртом месте. После чего отправилась на турнир в Болгарию, откуда привезла бронзовую награду.
В сезоне 2019/2020 Чжу И перешла на взрослый уровень, и впервые приняла участие в соревнованиях серии Гран-при и Челленджер. Во второй половине сезона представила программы в рамках чемпионата четырёх континентов, где заняла место в середине турнирной таблицы. Позже стартовала на юниорском чемпионате мира в Эстонии. Там в первый день состязаний на лёд вышли сорок семь участниц, китаянка в короткой программе заняла двадцать четвёртую позицию, таким образом став последней квалифицировавшейся в произвольный прокат. Чжу смогла несколько улучшить итоговый результат и финишировала на двадцать второй строчке.
В 2022 году участвовала в Олимпийских играх. Сборная КНР подходила к этим соревнованиям с одной квотой в женском одиночном катании. Единственное место в заявке было предоставлено Чжу, что вызвало недовольство со стороны поклонников фигурного катания в КНР. По их мнению, место на Играх заслужили Чэнь Хунъи и Линь Шань. Чувствуя сильное давление, Чжу ошиблась как в коротком, так и в произвольном прокате командного турнира, принеся сборной минимально возможное количество очков.

## Программы
| Сезон   | Короткая программа                                                                   | Произвольная программа                                         |
| ------- | ------------------------------------------------------------------------------------ | -------------------------------------------------------------- |
| 2019–20 | - «The Winner Takes It All» в исполнении Сары Доун Файнер хореография: Деррик Делмор | - «Концерт фа-мажор» Джордж Гершвин хореография: Джеффри Баттл |

## Результаты
CS: Challenger Series
| Соревнования                | 18/19         | 19/20         | 21/22         | 23/24         |
| Международные               | Международные | Международные | Международные | Международные |
| --------------------------- | ------------- | ------------- | ------------- | ------------- |
| Олимпиада — одиночницы      |               |               | 27            |               |
| Олимпиада — команда         |               |               | 5             |               |
| Четыре континента           |               | 13            |               | 16            |
| Гран-при Китая              |               | 11            |               | 10            |
| Гран-при Италии             |               |               | 9             |               |
| CS Asian Open Trophy        |               |               | 7             |               |
| CS Золотой конёк Загреба    |               | 14            |               |               |
| Torun Cup                   |               | 8             |               |               |
| Международные среди юниоров |               |               |               |               |
| Чемпионат мира              |               | 22            |               |               |
| Sofia Trophy                | 3             |               |               |               |
| Национальные                |               |               |               |               |
| Чемпионат Китая             | 4             |               |               |               |

| Соревнования                   | 17/18        |
| Национальные                   | Национальные |
| ------------------------------ | ------------ |
| Чемпионат США среди начинающих | 1            |